# 尚琳
尚 琳（しょう りん、1891年（明治24年）12月12日 - 1963年（昭和38年）7月30日）は、大正から昭和期の教育者、政治家、華族。貴族院男爵議員、宜野湾御殿2世。

## 経歴
尚寅（宜野湾御殿1世、琉球国尚泰王二男）の長男として生まれる。父の死去に伴い、1905年（明治38年）4月15日、男爵を襲爵した。
1915年（大正4年）東京音楽学校を卒業。1923年（大正12年）沖縄県女子師範学校教諭兼同第一高等女学校教諭に就任。
1946年（昭和21年）6月29日、貴族院男爵議員補欠選挙で当選し、公正会に所属して活動し1947年（昭和22年）5月2日の貴族院廃止まで在任した。

## 栄典
- 1925年（大正14年）1月14日 - 従四位[8]
- 1933年（昭和8年）2月1日 - 正四位[9]

## 親族
- 先妻：カメ（豊見城朝熙二女、離縁）[1]
- 後妻：敏子（伊江朝猷長女）[1]
- 後妻：つる子（新垣孫九二女）[1]
- 長男：義清[1]